# Chirosia luteipennis
Chirosia luteipennis este o specie de muște din genul Chirosia, familia Anthomyiidae. A fost descrisă pentru prima dată de Ringdahl în anul 1950. Conform Catalogue of Life specia Chirosia luteipennis nu are subspecii cunoscute.